# یرسینیا الکسیکیا
یرسینیا الکسیکیا (به انگلیسی: Yersinia aleksiciae) نوعی باکتری گرم منفی است که معمولاً از مدفوع حیوانات خون‌گرم مانند انسان ، گوزن شمالی و خوک جدا می‌شود.